# Las Juntas (Colima)
Las Juntas, también denominada La Floreña, es una localidad del estado mexicano de Colima. Es parte del municipio de Manzanillo.

## Demografía
| Gráfica de evolución demográfica |
|                                  |

| Censo | Población |
| ----- | --------- |
| 1970  | 316       |
| 1980  | 184       |
| 1990  | 754       |
| 2000  | 875       |
| 2010  | 884       |
| 2020  | 1 048     |